# Tassadia rusbyi
Tassadia rusbyi är en oleanderväxtart som beskrevs av Macbride. Tassadia rusbyi ingår i släktet Tassadia och familjen oleanderväxter. Inga underarter finns listade i Catalogue of Life.